# Casalarreina
Casalarreina est une commune de la communauté autonome de La Rioja, en Espagne.

## Démographie
| 1900  | 1910  | 1920  | 1930  | 1940  | 1950  | 1960  | 1970  | 1981 |
| ----- | ----- | ----- | ----- | ----- | ----- | ----- | ----- | ---- |
| 1 728 | 1 505 | 1 394 | 1 499 | 1 447 | 1 368 | 1 273 | 1 050 | 933  |

| 1991 | 2001 | 2011  | - | - | - | - | - | - |
| ---- | ---- | ----- | - | - | - | - | - | - |
| 896  | 984  | 1 306 | - | - | - | - | - | - |

## Administration

### Conseil municipal
La ville de Casalarreina comptait 1 098 habitants aux élections municipales du 26 mai 2019. Son conseil municipal (en espagnol : Pleno del Ayuntamiento) se compose donc de 9 élus.
| Parti | Parti                                    | Voix | %     | Élus  |
| ----- | ---------------------------------------- | ---- | ----- | ----- |
|       | Parti socialiste ouvrier espagnol (PSOE) | 433  | 100 % | 9 / 9 |

### Liste des maires
| Mandat    | Maire | Maire                        | Parti                    |
| --------- | ----- | ---------------------------- | ------------------------ |
| 1979-1983 |       | Antonio Vozmediano Repes     | Regroupement d'électeurs |
| 1983-1987 |       | Antonio Zabala Elosúa        | AP                       |
| 1987-1991 |       | Buenaventura Gómez Castrillo | PP                       |
| 1991-1995 |       | Buenaventura Gómez Castrillo | PP                       |
| 1995-1999 |       | Antonio Vozmediano Repes     | PP                       |
| 1995-1999 |       | Santos Salinas Puerta        | PP                       |
| 1999-2003 |       | Félix Caperos Elosúa         | PSOE                     |
| 1999-2003 |       | Ángel Ortiz Ruiz             | PP                       |
| 2003-2007 |       | David Isasi García           | PP                       |
| 2007-2011 |       | Félix Caperos Elosúa         | PSOE                     |
| 2011-2015 |       | Félix Caperos Elosúa         | PSOE                     |
| 2015-2019 |       | Félix Caperos Elosúa         | PSOE                     |
| 2019-2023 |       | Félix Caperos Elosúa         | PSOE                     |

## Jumelages
- Pujols-sur-Ciron (France) depuis 1992.